# John Sichula
John Sichula est un boxeur zambien né le 4 février 1955 et mort le 1er novembre 1994.

## Carrière
En raison du boycott africain des Jeux olympiques d'été de 1976 à Montréal, John Sichula doit déclarer forfait alors qu'il doit affronter au deuxième tour l'Iranien Behzad Ghaedi dans la catégorie des poids plumes. 
Il est ensuite médaillé de bronze dans la catégorie des poids plumes aux Jeux africains d'Alger en 1978 et médaillé d'argent dans la même catégorie aux Jeux du Commonwealth d'Edmonton en 1978.